# Книга Дзян
Книга Дзян (англ. Book of Dzyan) — в эзотерике и в особенности в теософском учении предположительно вымышленная древняя и тайная книга, созданная в Тибете и охраняемая членами сакрального общества-братства.
Стихотворные «Октавы» из Книги Дзян приводятся в сочинении создательницы современной теософии Елены Петровны Блаватской Тайная доктрина (1888). Это основное произведение Е. П. Блаватской построено как всеобъемлющий комментарий и разъяснение к «октавам» Книги Дзян и является изложением «предвечных истин» всех древних религий. Книгу Дзян Е. П. Блаватская характеризует как древнейший сохранившийся всемирный документ, написанный на тайном, известном лишь адептам сакрального братства, языке Сензар. Далее Блаватская утверждает, что Книга Дзян является первым томом в «невероятно древнем комментарии семи тайных книг Кью-те», содержащих древние учения о происхождении и устроении рас и миров. Другие «октавы» Книги Дзян опубликовала теософ Алиса Бейли в своём сочинении «Трактат о Космическом Огне» (A Treatise on Cosmic Fire, 1925).
Собственно Дзян является тибетским переводом имени даосского учёного-философа Лю-цзяна, жившего в IV столетии и написавшего «Книгу о тайной переписке» (английский перевод The Book of the Secret Correspondences, вышедший во Флоренции в 1878 году). С этим английским переводом сочинения Лю-цзяна, по всей видимости, Е. П. Блаватская была знакома.
Известный иудейский мистик и теософ Леонард Бозман, напротив, в 1913 году утверждает, что Книга Дзян базируется на одной из глав книги «Зохар», основополагающей части каббалы. Историк и теолог иудаизма Гершом Шолем поддержал эту версию происхождения Книги Дзян.
Книга Дзян упоминается в фантастико-мистических произведениях американского писателя Говарда Ф.Лавкрафта и других авторов, создающих свои произведения в рамках мифов Ктулху.

## Дополнения
- Wouter J. Hanegraaff: New Age Religion and Western Culture, State University of New York Press, Albany NY 1998, S. 453.
- James Webb: Die Flucht vor der Vernunft: Politik, Kultur und Okkultismus im 19. Jahrhundert. marixverlag GmbH Wiesbaden; 1. Auflage 2009, S. 158.